# Drie Gezusters (bedrijf)

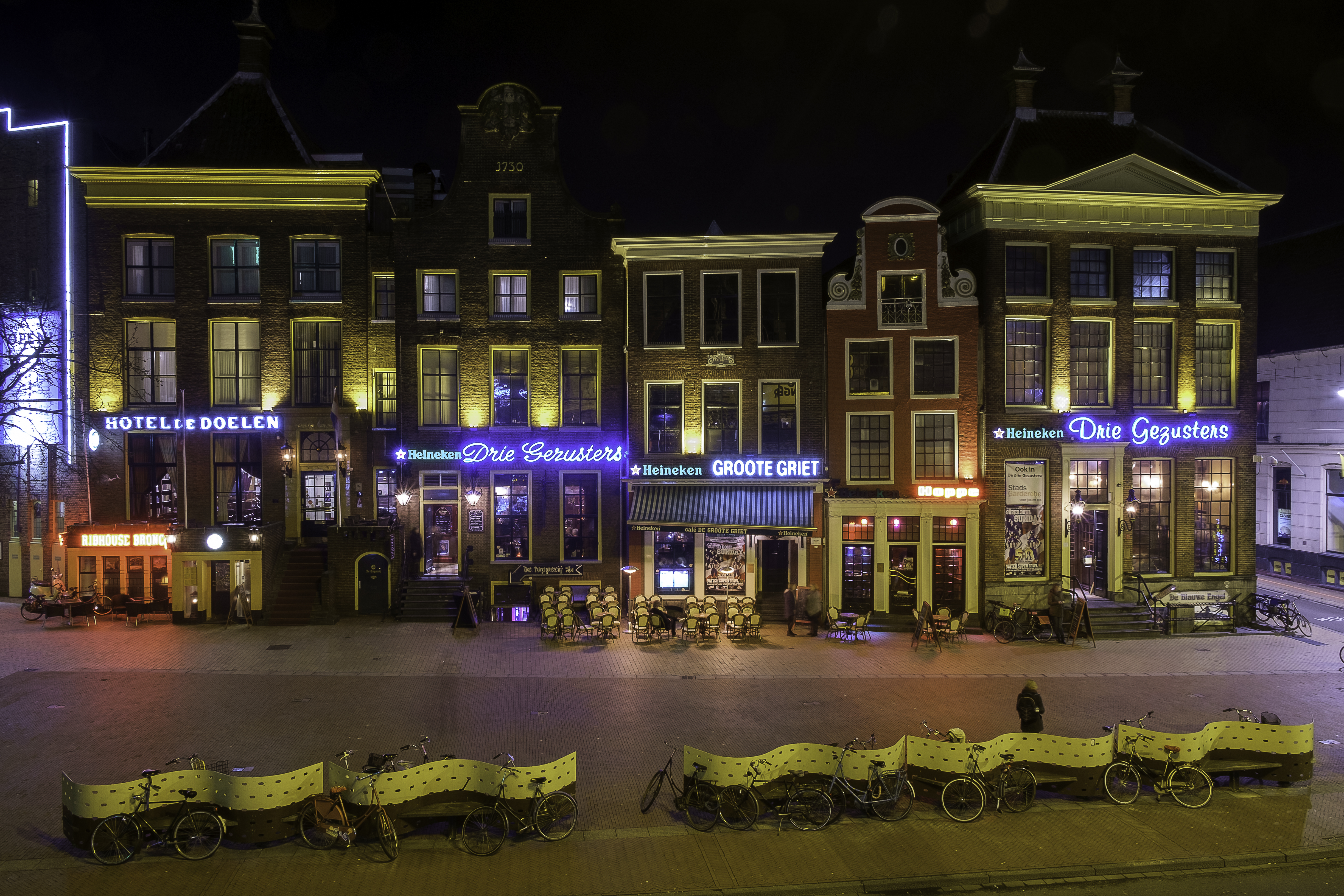
Het complex aan de Grote Markt in Groningen. Links hotel De Doelen, rechts de Groote Griet en in het midden de Drie Gezusters

De Drie Gezusters is een Nederlandse keten van horecazaken die aanvankelijk eigendom was van de horeca-ondernemer Sjoerd Kooistra. De keten ontstond uit het gelijknamige café, dat in 1972 in Groningen geopend werd. Vanaf de jaren negentig kwamen daar vestigingen in Amsterdam en zeven andere grote (studenten)steden bij. Na de ineenstorting van het Kooistraconcern in 2010 werden de zaken afzonderlijk verkocht aan nieuwe eigenaren en voeren nog slechts drie daarvan de oorspronkelijke naam.

## Ontstaan en naam

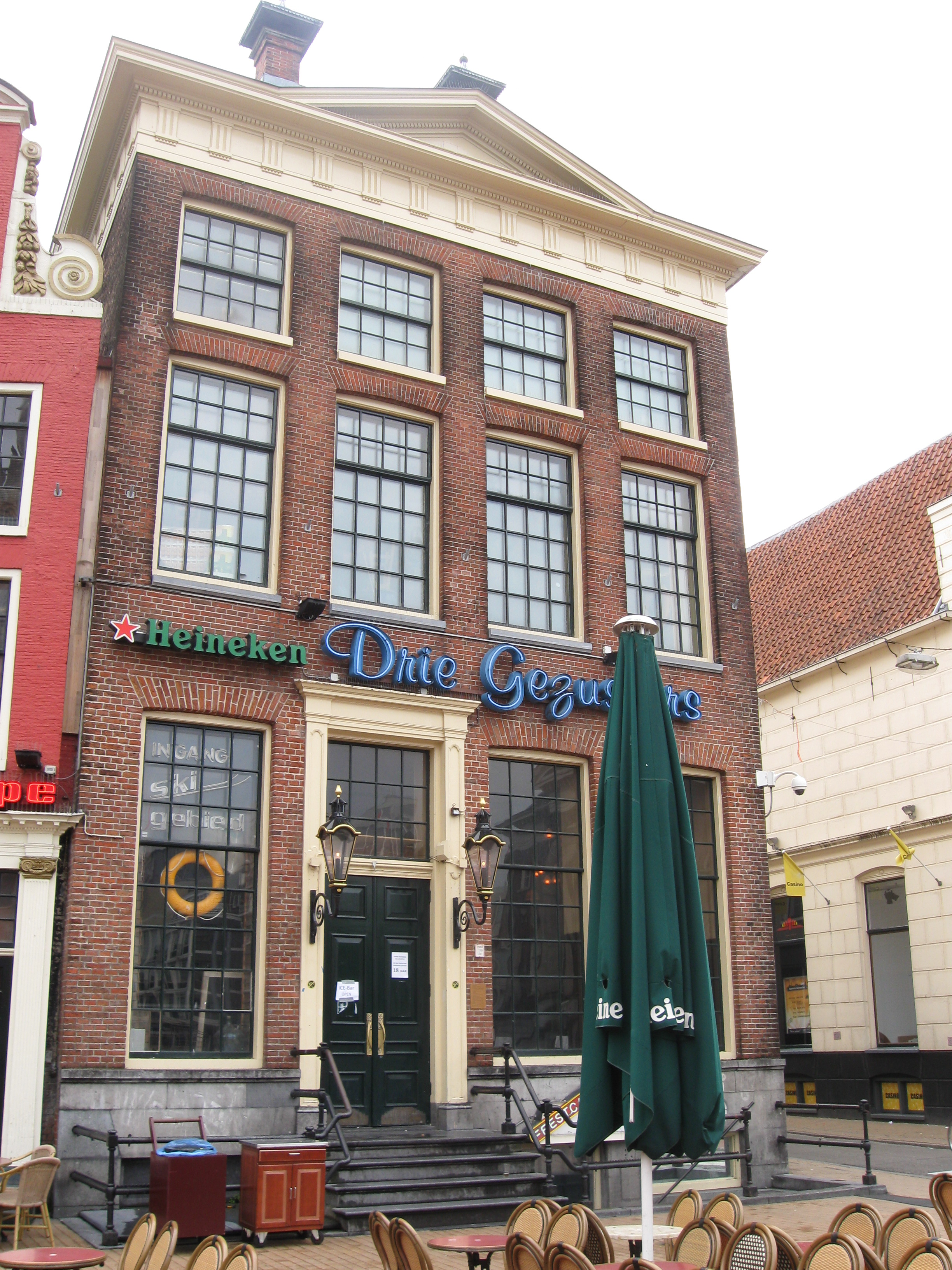
Het pand met de oorspronkelijke Drie Gezusters aan de Grote Markt in Groningen

Het idee van de Drie Gezusters was niet van Sjoerd Kooistra zelf. De in Groningen bekende ondernemer Koos Huizenga kocht in 1972, samen met de broers Wouter en Jan Hoogland, een monumentaal pand op de hoek van de Grote Markt en de Gelkingestraat. Na een verbouwing van een half jaar openden zij hier een restaurant-café onder de naam De Drie Gezusters. Deze naam was een verwijzing naar het feit dat zowel Huizenga als de broers Hoogland drie zusters hadden. De openingstoespraak werd gehouden door de schrijver Belcampo. Huizenga wilde er een zaak met grandeur van maken, waar het betere publiek terechtkon. Het grand café op de begane grond beschikte over biljarttafels en een leestafel met kranten uit de hele wereld, waaronder de Pravda. Op de bovenverdieping was het specialiteitenrestaurant De Lieve Lotte en in de kelder waren feestzalen voor bijvoorbeeld afstudeerfeesten. Later werd deze ruimte omgedoopt tot De Blauwe Engel.
Het deftige wat Huizenga met de Drie Gezusters voor ogen stond sloeg echter niet aan en zodoende verkocht hij in 1975 zijn aandeel in de zaak, die daarna door diverse opeenvolgende exploitanten werd voortgezet. Op 31 januari 1983 brandde het dak van de Drie Gezusters af, maar alleen het op de eerste verdieping gevestigde Spaanse restaurant La Muneca moest wegens waterschade dicht. Een paar maanden later, in mei 1983, kocht Sjoerd Kooistra het pand van vastgoedondernemer Johan Struik, maar liet er pas in 1987 weer een nieuw dak op zetten. Kooistra had de Drie Gezusters ondertussen aan zijn broer Klaas Kooistra verpacht, maar eiste de zaak in 1985 weer terug.
In de latere Amsterdamse vestigingen was te lezen dat de naam Three Sisters zou verwijzen naar de drie dochters van Peter Stuyvesant IV, een 19e-eeuwse nakomeling van Peter Stuyvesant, die in de 17e eeuw de Nederlandse bestuurder van New York was. De drie dochters van Peter Stuyvesant IV zouden niet hebben kunnen aarden in de strenge normen van de Victoriaanse tijd en kwamen bekend te staan om hun losbandige levensstijl.

## Locaties

### Groningen
De Drie Gezusters in Groningen was het eerste grote succes voor Kooistra. In de loop der jaren werd deze zaak steeds verder uitgebreid, zodat bijna de helft van de zuidwand van de Grote Markt één grote horecagelegenheid vormt. Deze bestaat feitelijk uit een reeks panden met vijf verschillende ingangen, die onderling verbonden zijn en waarin zich een aantal verschillende concepten bevinden, waaronder het luxueuze hotel De Doelen.

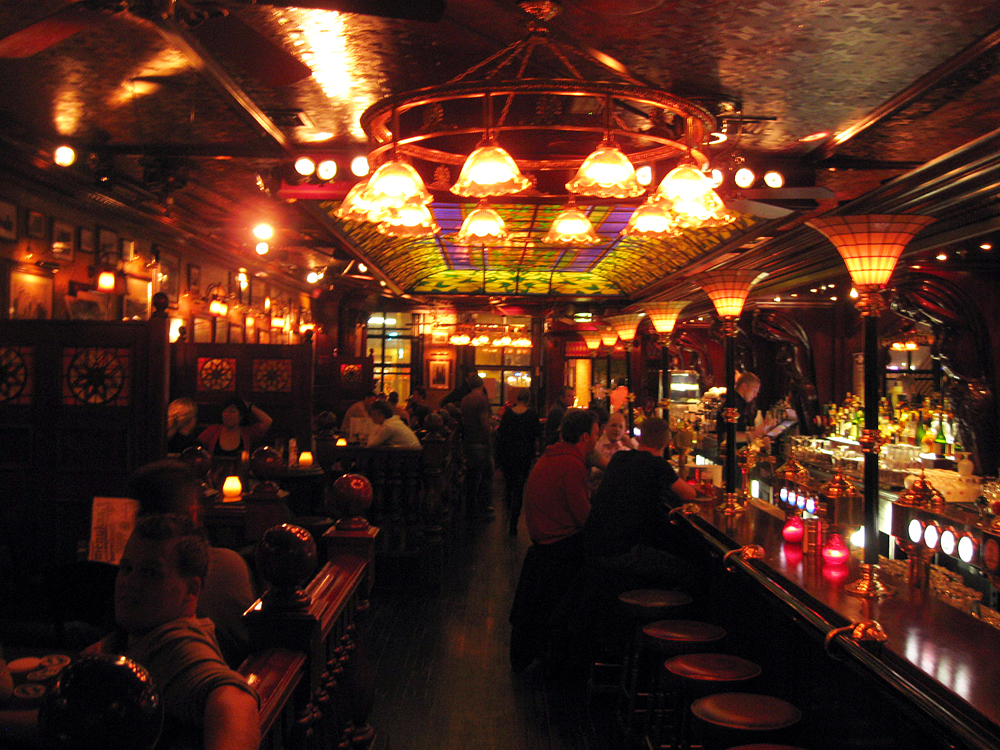
Het kenmerkende interieur van een van de onderdelen van De Drie Gezusters aan de Grote Markt in Groningen (foto uit 2010)

Dit alles maakt de Drie Gezusters in Groningen, met 20 bars onder één dak en met een capaciteit van 3700 personen, volgens Kooistra en Heineken tot het grootste biertappunt van Europa. Echter de bierpalasten Hofbräuhaus am Platzl in München en het gelijknamige Hofbräu Wirtshaus Berlin hebben naar eigen zeggen een capaciteit van 4000 gasten.

### Andere steden
Het succes in Groningen was voor Kooistra reden om de formule ook in andere plaatsen te proberen. Er volgden vestigingen in:
- Amsterdam (4, later 3 locaties, waarvan 1 tot op heden)
- Nijmegen (1996 - heden)
- Tilburg (2001 - 2010)
- Breda (2003 - 2010)
- Den Bosch (2005 - 2010)
- Eindhoven (2008 - 2010)
- Enschede (2009 - 2010)

Begin jaren negentig kocht Sjoerd Kooistra in Amsterdam twee grote cafés aan het Rembrandtplein, De Leydtse Herberghe aan het Leidseplein en Raffles aan het Kleine-Gartmanplantsoen. Al deze zaken bouwde hij om tot Drie Gezusters, met dezelfde sfeer en huisstijl als de filialen elders in het land, maar vanwege de vele toeristen opereerden zij onder de naam The Three Sisters. De vestiging aan het Kleine-Gartmanplantsoen stootte Kooistra echter snel weer af. De grote Three Sisters op het Rembrandtplein en die op het Leidseplein hadden op de bovenverdieping een restaurant onder de naam New York Steak House.
In Nijmegen kocht Kooistra in 1996 een Chinees restaurant, een bakkerswinkel en drie cafés in de Molenstraat en verbouwde deze, naar Gronings voorbeeld, tot een Drie Gezusters, met dezelfde huisstijl, een draaibar, een bijbehorende skihut (Heidi's Skihut) en een rustiger bruin café (De Groote Griet). Deze drie panden waren eveneens eigendom van Sjoerd Kooistra. Hier kon echter niet worden gegeten en deze Drie Gezusters nam ook niet actief deel aan de landelijke keten.
Nadat Kooistra in 2001 met onder meer zijn Drie Gezusters in Groningen was overgestapt van Heineken naar InBev, gaf deze laatste brouwerij hem de mogelijkheid om nieuwe zaken te beginnen in Brabant. Zo opende Kooistra in december 2001 zijn eerste Brabantse Drie Gezusters in Tilburg.  Deze werd in februari 2003 gevolgd door een zaak in Breda en in september 2005 door een grote vestiging in het pand van de destijds bekende discotheek Galaxy in Den Bosc'.
In 2006 koopt Kooistra discotheek De Danssalon, vlak bij het station van Eindhoven en begint deze te verbouwen tot de Drie Gezusters Danssalon. Een naastgelegen café koopt hij ook en maakt er de Drie Gezusters Pub van. De verbouwingen duurden twee jaar en de kosten beliepen volgens Kooistra zo'n 4 miljoen euro. De opening vond uiteindelijk plaats op 9 oktober 2008. Uniek voor deze locatie was een Ice Lounge met een temperatuur van -7°C. Daarnaast was het plafond van het discotheekgedeelte vormgegeven als een druipsteengrot met duizenden lichtjes erin.
Als gevolg van een samenwerking met brouwerij Grolsch koopt Kooistra in maart 2008 de cafés De Geus en Le Monde aan de Oude Markt in Enschede' en verbouwt deze voor 3,5 miljoen euro tot een Drie Gezustersvestiging. De opening vond plaats op 9 april 2009, maar vanwege onenigheid met Grolsch was de horecamagnaat hier zelf niet bij aanwezig.
Ondertussen had Kooistra eind 2008 een contract gesloten met Heineken om zijn Drie Gezusters-concept door middel van een franchise-formule verder te verspreiden, mogelijk ook naar het buitenland.
De laatste Drie Gezusters werd die in Almelo, waar Kooistra oorspronkelijk in januari 2009 een vestiging in het nieuwe bioscoopcomplex aan het Prinses Catharina-Amaliaplein wilde openen. De opening werd tot begin 2010 uitgesteld, maar heeft vervolgens nooit plaatsgevonden.

## Kenmerken en kritiek

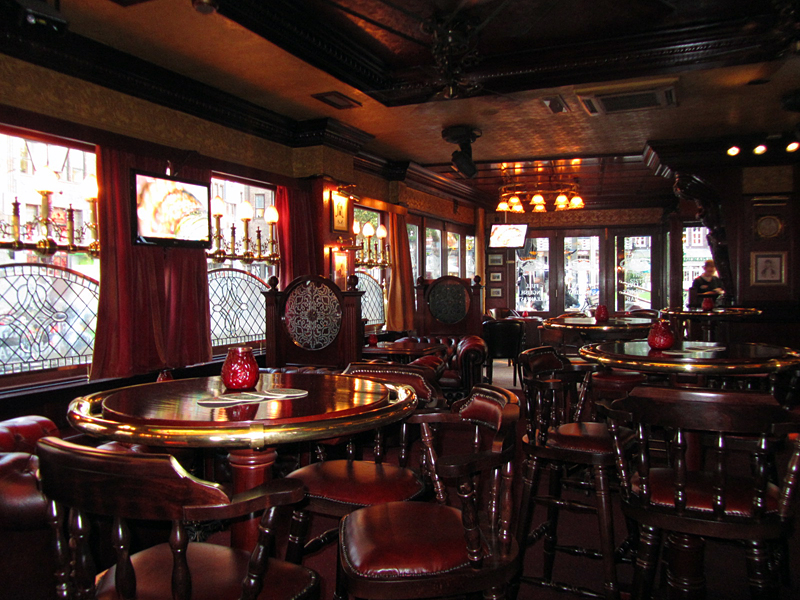
Het voor De Drie Gezusters kenmerkende interieur, hier in de Three Sisters Pub aan het Rembrandtplein in Amsterdam

Een overeenkomst tussen alle Drie Gezustersvestigingen is de aanwezigheid van een luxueus en vaak donker ingericht grand café in klassieke Engels-Amerikaanse stijl met zwaar houtwerk, spiegels, koperbeslag en glas-in-loodwerk, aangevuld met originele antieke interieurstukken zoals een schouw.
Waar de ruimte het toelaat zijn er één of meerdere draaiende bars. Daarnaast heeft ieder filiaal enkele aparte zalen of ruimten, ieder met een eigen stijl, zoals een skihut of een rustiger café. Tijdens de vroege avond fungeerde een deel van de meeste zaken als restaurant.
Dat Kooistra in steeds meer steden grote beeldbepalende cafés liet ombouwen tot Drie Gezusters met allemaal hetzelfde interieurconcept, leidde tot de kritiek dat hij er een eenheidsworst van zielloze zaken zonder eigen gezicht van maakte.

## Sluitingen en overnames
Eind juni 2010 maakte Kooistra een eind aan zijn leven, na een hoogoplopend conflict met bierbrouwer Heineken. Op 13 september 2010 werd ook zijn holdingmaatschappij Plassania Beheer BV failliet verklaard, waarna een curator onder andere de Drie Gezusterzaken afzonderlijk aan nieuwe eigenaren verkocht.
De vestiging in Nijmegen sloot op 23 oktober 2007 na conflicten tussen de uitbater Khalid Oubaha en eigenaar Sjoerd Kooistra over de verwaarlozing van de panden. Na een rapport van bureau GTI over de elektrische installaties besloot de uitbater uit veiligheid voor zijn gasten de zaken te sluiten. Later is Oubaha eigenaar geworden van de Drie Gezusters, inclusief Groote Griet en Heidi's Skihut, en heropende deze zaken, met een gezamenlijke capaciteit van 1200 personen, voorafgaand aan Koninginnedag 2011.
In Eindhoven wordt De NachtSalon (Bar Hoppe) van de Drie Gezusters in november 2009 verpacht aan een nieuwe uitbater, Richard Rieske. Hij besloot de naam te veranderen naar de bekendere naam De Danssalon, zoals de zaak voorheen heette. Tevens werden er kleinere verbouwingen gedaan, het Drie Gezusters-grotplafond bleef echter bewaard.
In maart 2010 wordt ook de andere helft (De Pub, IceBar, Eindhoven aan Zee) van de Drie Gezusters door Rieske overgenomen. Hiermee verdwijnt het van oorsprong Groningse bedrijf uit Eindhoven. Vanwege een conflict met bierbrouwerij Heineken, dat na de dood van Kooistra eigenaar van de zaak was geworden, sloot De Drie Gezusters in december 2010 haar deuren. Wolfgang Meidl, eigenaar van nog vijf andere restaurants in Eindhoven, nam de zaak over en heropende deze in maart 2011 onder de naam café-restaurant Bolle.
De Drie Gezustersvestigingen in Breda, Tilburg en Den Bosch sluiten in september 2010. Na de dood van Kooistra was brouwerijconcern InBev de nieuwe eigenaar van de panden geworden, maar hij zag geen toekomst meer in de bedrijven en besloot onder andere door de hoge schulden alle drie de panden te sluiten.
De Drie Gezusters in Enschede werd in december 2010 verkocht aan de broers Fons, Dick en Jan Moeskops. Zij brachten de zaak weer terug tot Stadscafé De Geus en café Le Monde, die voorheen op die locatie gevestigd waren. Het pand zelf is eigendom van brouwerij Grolsch.

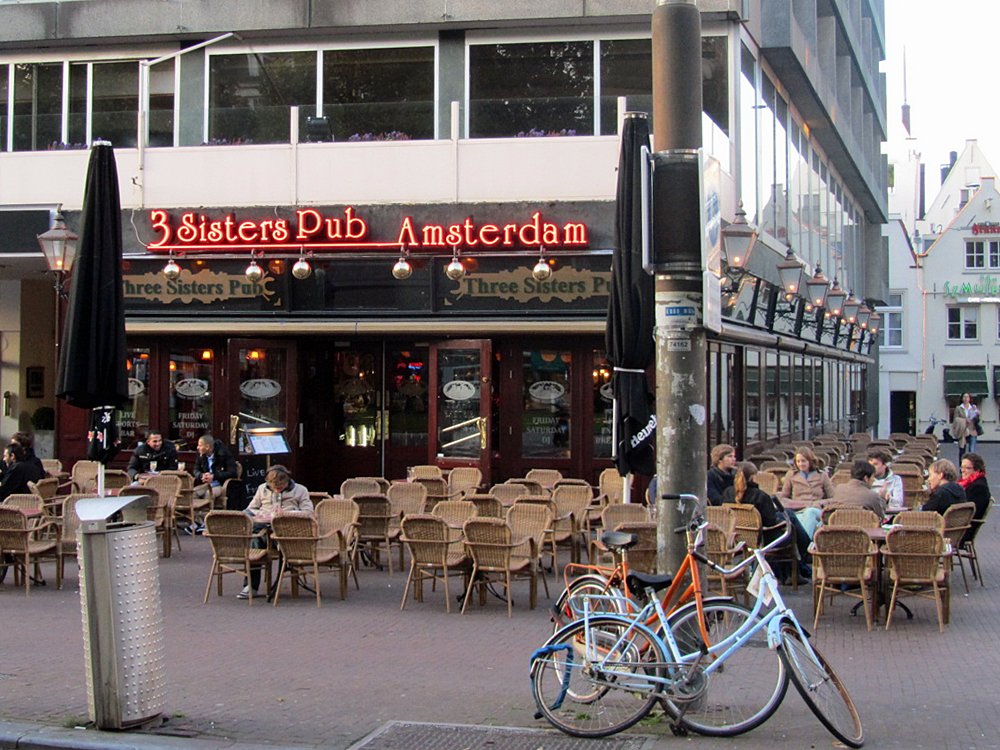
De Three Sisters Pub aan het Rembrandtplein in Amsterdam (foto uit 2012)

In Amsterdam werd de grote Three Sistersvestiging in De Kroon op het Rembrandtplein overgenomen door de horeca-ondernemers Dick en Ton Poppes, eigenaren van de naastgelegen discotheek Escape. Zij lieten de zaak volledig verbouwen tot een modern grand café, dat onder de naam Van Rijn in augustus 2012 geopend werd. De naastgelegen Three Sisters Pub werd overgenomen door Kooistra's voormalige pachter Martin Nijdam, terwijl de vestiging aan het Leidseplein onder de nieuwe eigenaren Bert van der Leden en Martin Vinke is omgedoopt tot Le Pub.
Het oorspronkelijke Drie Gezusterscomplex in Groningen werd uit de failliete boedel van het Kooistra-imperium overgenomen door Grietje van der Veen, Kooistra's nichtje en voormalige rechterhand, en Henk Wustenveld, de vroegere boekhouder van de overleden horecamagnaat. Zij bleven de zaak in vrijwel onveranderde vorm voortzetten vanuit de Horeca Combinatie Groningen en droegen het cafécomplex per 1 maart 2017 over aan Meyer Beheer van horeca-exploitant Laurens Meyer.